# Шумиловский, Леонид Иванович
Леонид Иванович Шумиловский (30 января [11 февраля] 1876, Омск — 23 июля 1920, там же) — русский политический деятель, журналист. Министр труда антибольшевистских правительств в Сибири.

## Образование
Родился в семье педагогов. Окончил Омскую гимназию (1894), историко-филологический факультет Московского университета (1900). Будучи студентом, некоторое время находился в тюрьме по обвинению в участии в демонстрации.

## Учитель, журналист, политик
В течение семи лет был преподавателем истории и русского языка в Барнаульском реальном училище и частной женской гимназии М. Ф. Будкевич. Трижды был уволен с учительской должности: два раза — за «революционность» при самодержавии и один раз — за «контрреволюционность» при большевиках (в мае 1918 года). В 1905—1918 — член Российской социал-демократической рабочей партии, меньшевик. В 1907 был административно выслан из Сибири за оппозиционную деятельность, в том числе за активное участие в избирательной кампании социал-демократов во II Государственную думу в качестве выборщика.
В 1907—1908 гг. учился в Петербургской педагогической академии, давал уроки. В 1909 г. вернулся в Барнаул, преподавал в частных учебных заведениях, занимался разработкой учебников и учебных пособий. Подготовил две части «Руководства к самостоятельному составлению ученических сочинений», выдержавших два издания и «Курс правописания». Также готовил к изданию Сибирскую хрестоматию, которая оставалась незавершённой из-за призыва в армию.

Продолжил заниматься политической деятельностью, в ходе избирательной кампании 1912 году был избран выборщиком (от второй городской курии Барнаула; получил 1397 голосов избирателей из 2034, участвовавших в голосовании). В конце жизни, на судебном процессе в 1920 говорил: 

Я, по своей природе и по своим врождённым склонностям, человек мало политический. Я более склонен к частной жизни… Тем не менее, несмотря на свои природные склонности, я всю жизнь провёл в политической деятельности. Это злая шутка, которую часто играла судьба над русским интеллигентом. Я — аполитичный человек, я — культурник, принимаю участия в выборах в Государственную думу и два раза состою выборщиком в наиболее тяжёлые времена реакции в 1907 и 1912 гг. И не попадаю в Думу только благодаря тому, что администрация путём разъяснения загораживает мне путь.

Публиковался в либеральной газете «Жизнь Алтая», в 1914—1915 гг. был её редактором, автор ряда программных статей. Его статья «Утопия ли?», выражавшая идейные позиции сибирского областничества и опубликованная в декабре 1912, была перепечатана в январе следующего года «Сибирской жизнью» со вступительной заметкой Г. Н. Потанина, назвавшего автора «значительной культурной силой». Регулярно вёл в «Жизни Алтая» рубрику «Журнальное обозрение», критически рассматривая литературную продукцию центральных журналов.

## Военная служба и участие в революции
В 1915 году был мобилизован в армию, служил рядовым, затем военным чиновником на Румынском фронте. После Февральской революции — член ротного комитета, дивизионного комитета 192-й Сибирской дивизии, армейского комитета 9-й армии. Кандидат от партии меньшевиков в члены Учредительного собрания по Румынскому фронту и Алтайской губернии.
Вернувшись с фронта в Барнаул, работал учителем в женской гимназии, был избран председателем её педагогического совета, одновременно входил в состав редакционного коллектива меньшевистской газеты «Алтайский Луч».

## Министр труда

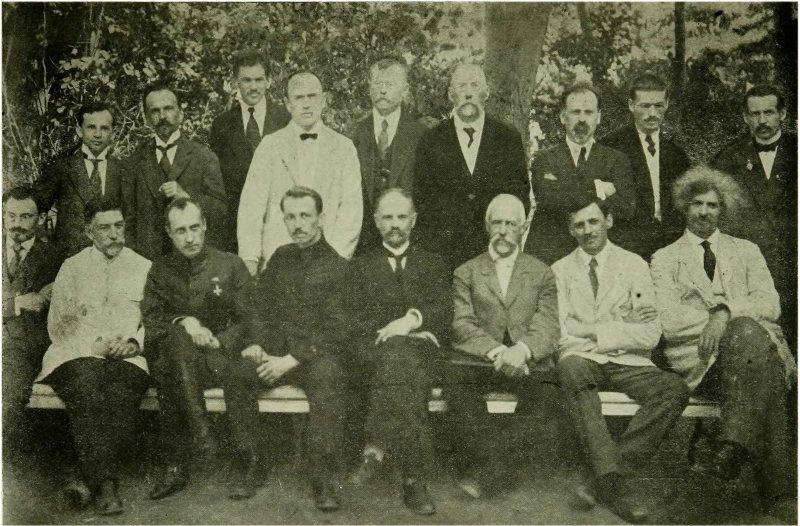
Л. И. Шумиловский (2 ряд, 2-й слева), министр труда во Временном Сибирском правительстве П. В. Вологодского, лето 1918 года.

С 21 июня 1918 — заведующий отделом труда Западно-Сибирского комиссариата, созданного антибольшевистскими силами. С 1 июля 1918 — управляющий министерством труда Временного Сибирского правительства (член его Административного совета с конца августа 1918), с 4 ноября — Временного Всероссийского правительства, с 18 ноября 1918 — Российского правительства. С 6 мая 1919 — министр труда. В июле 1918 вышел из партии меньшевиков, чтобы «не связывать себя в деловой работе» партийной дисциплиной.
Провёл ряд законов, направленных на защиту прав трудящихся. В ноябре 1918 был принят закон о биржах труда, которые финансировались из государственного бюджета (на чём особенно настаивал Шумиловский). В январе 1919 провёл закон о больничных кассах, по которому обеспечивалось социальное страхование промышленных рабочих. Подготовил законы о восьмичасовом рабочем дне (он ранее действовал в белой Сибири на основании совместного циркуляра Шумиловского и министра торговли и промышленности П. П. Гудкова), об инспекции труда. Пытался поддерживать профсоюзное движение, по мере сил защищать его от репрессий со стороны правых сил. Являлся противником бессудных расправ, в статье, опубликованной в июне 1918 после свержения большевистской власти в Сибири, писал: И пусть не будет ни самосудов, ни произвольных арестов, ни одного акта мести.
Деятельность Шумиловского подвергалась критике с двух сторон. Социалисты (меньшевики и эсеры) резко критиковали его за сотрудничество с Колчаком, представители предпринимательских и военных кругов считали, что министерство труда проводит социалистическую политику. Два инспектора труда (руководителя региональных подразделений министерства) были арестованы и освобождены только после вмешательства Шумиловского. Всё это резко снижало эффективность деятельности министерства и привело к подаче министром прошения об отставке, которое, однако, не было принято.

## Арест, суд, расстрел
После разгрома основных сил Русской армии и падения Российского правительства был арестован в январе 1920 г. в Иркутске. В мае 1920 г. предстал в Омске перед Чрезвычайным революционным трибуналом. На суде активно защищал проводившуюся им в качестве министра политику, а А. В. Колчака охарактеризовал так: Покойного адмирала я мог считать плохим Верховным правителем-администратором, но мнение о нём как о правдивом, безукоризненно честном человеке не было опровергнуто и в последние дни…. Был приговорён к расстрелу и, после отклонения президиумом ВЦИК ходатайства о помиловании, расстрелян 23 июня 1920. Похоронен на Казачьем кладбище Омска.